# Bolivia (Cuba)
Bolivia è un comune di Cuba, situato nella provincia di Ciego de Ávila.